# František Barbírek
František Barbírek (19. ledna 1927 Bratislava-Rača – 19. dubna 2001 Bratislava) byl slovenský a československý politik Komunistické strany Slovenska, poslanec a místopředseda Slovenské národní rady v 60. letech, poslanec Sněmovny národů Federálního shromáždění na počátku normalizace, ministr vlády Československa a Slovenské socialistické republiky. Po roce 1971 vytlačen z politických funkcí.

## Biografie
V letech 1955–1970 se uvádí jako účastník zasedání Ústředního výboru Komunistické strany Slovenska, přičemž například v roce 1966 byl i členem předsednictva ÚV KSS. Zastával posty i v celostátních orgánech komunistické strany. XIII. sjezd KSČ ho zvolil za člena Ústředního výboru Komunistické strany Československa. Na funkci rezignoval v únoru 1971. V období duben – srpen 1968 byl členem předsednictva ÚV KSČ a od srpna 1968 do dubna 1969 kandidátem předsednictva ÚV KSČ.
Ve volbách roku 1964 se stal poslancem Slovenské národní rady. V letech 1966–1968 byl coby místopředseda Slovenské národní rady ministrem v československé vládě Jozefa Lenárta.
Jako představitel Slovenské národní rady se podílel na jaře 1968 na spouštění reformního procesu na Slovensku, včetně otevření otázky státoprávního postavení Slovenska v ČSSR. V polovině března 1968 proběhlo plénum SNR, na kterém došlo k odvolání dosavadního předsedy SNR Michala Chudíka. Na témže zasedání pak Barbírek prezentoval názory předsednictva SNR na státoprávní uspořádání státu a oznámil poslancům, že předsednictvo nesouhlasí s asymetrickým modelem fungování státu a navrhl provizorní úpravu v podobě obnovení Sboru pověřenců (nyní pod jménem Rada ministrů Slovenska), zavedení zákazu majorizace a zřízení funkcí státních tajemníků při centrálních ministerstvech. Prohlásil, že ideální by byl federativní model, ale jeho realizace prý není v krátkém čase proveditelná. Barbírek pak byl pověřen dočasně předsednictvím Slovenské národní rady a zasedl v komisi sestavené za účelem zformulování prohlášení SNR k aktuálním politickým otázkám.
Po invazi vojsk Varšavské smlouvy do Československa se nejprve váhající Barbírek přiklonil bezprostředně po obdržení zpráv o počátku obsazování republiky k reformnímu křídlu KSČ a hlasoval pro odsuzující prohlášení ÚV KSČ. V následujících dnech se účastnil jednání československých a sovětských politiků v Moskvě, jejichž výsledkem byl Moskevský protokol legalizující okupaci.
V září 1968 náležel mezi reformní slovenské politiky, kteří naléhali na rychlé provedení federalizace státu. Po federalizaci Československa byl ve vládě Štefana Sádovského a Petera Colotky v letech 1969–1971 ministrem obchodu Slovenské socialistické republiky. Rovněž usedl do Sněmovny národů Federálního shromáždění, kam ho nominovala Slovenská národní rada. Ve federálním parlamentu setrval do března 1971, kdy rezignací na mandát poslance Slovenské národní rady přišel i o poslanecké křeslo ve Federálním shromáždění. Jeho kariéra skončila v roce 1971, kdy byl vyloučen ze strany.